# Life Time (album Tony’ego Williamsa)
Life Time – pierwszy album studyjny amerykańskiego perkusisty jazzowego Tony’ego Williamsa, wydany nakładem Blue Note Records w 1964 roku.

## Realizacja
Album został nagrany w dniach 21 i 24 sierpnia 1964 roku w znajdującym się w Englewood Cliffs w stanie New Jersey Van Gelder Studio. Pierwszego dnia nagrano trzy z pięciu składających się na płytę utworów, drugiego – dwa. Produkcją płyty zajął się Alfred Lion.
Life Time to obok wydanego w rok później albumu Spring jedyna płyta Tony’ego Williamsa, pod której autorstwem muzyk podpisany jest jako Anthony Williams.

## Lista utworów
Opracowano na podstawie materiału źródłowego.
| Nr | Tytuł utworu                | Muzyka        | Długość |
| -- | --------------------------- | ------------- | ------- |
| 1. | „Two Pieces of One: Red”    | Tony Williams | 8:07    |
| 2. | „Two Pieces of One: Green”  | Tony Williams | 10:40   |
| 3. | „Tomorrow Afternoon”        | Tony Williams | 5:36    |
| 4. | „Memory”                    | Tony Williams | 8:07    |
| 5. | „Barb’s Song to the Wizard” | Tony Williams | 5:56    |
|    |                             |               | 38:26   |

## Twórcy
Opracowano na podstawie materiału źródłowego
Muzycy:
- Tony Williams – perkusja (1-3), instrumenty perkusyjne (4)
- Ron Carter – kontrabas (5)
- Richard Davis – kontrabas (1-2)
- Herbie Hancock – fortepian (4-5)
- Bobby Hutcherson – wibrafon, marimba (4)
- Gary Peacock – kontrabas (1-3)
- Sam Rivers – saksofon tenorowy (1-3)

Produkcja:
- Alfred Lion – produkcja
- Rudy Van Gelder – realizacja dźwięku